# ادیک یرالیان
ادیک گئورگی یرالیان (ارمنی: Էդիկ Գևորգի Յարալյան؛ زادهٔ ۴ اکتبر ۱۹۳۹) یک  سیاستمدار اهل ارمنستان است که از تاریخ ۱۹۹۰ تا تاریخ ۱۹۹۵ سمت نمایندگی دوره اول شورای عالی جمهوری ارمنستان را برعهده داشت.

## زندگی‌نامه
در ۴ اکتبر ۱۹۳۹ در ارمنستان به دنیا آمد . 